# 全国宣伝指導部

1935年～1945年までの官庁旗

全国宣伝指導部（独：Reichspropagandaleitung、RPL）は、国家社会主義ドイツ労働者党（ナチ党）の組織である。「ナチ党宣伝部」と訳されることもある。
党の宣伝を統括する部署として、1926年からナチ・ドイツが第二次世界大戦の敗戦によって解体する1945年まで存在した。ナチ党の権力掌握後は、国の政府の国民啓蒙・宣伝省と並び、ナチ・ドイツの国家宣伝の両輪となった。ヨーゼフ・ゲッベルスは1930年以降、全国宣伝指導者として全国宣伝指導部の長をつとめるとともに、1933年には国民啓蒙・宣伝大臣としてナチ党とドイツ政府の宣伝政策を一手に握ることになった。

## 概要
全国宣伝指導部は、ナチ党とその支部、および関連団体の宣伝・プロパガンダ活動の監督、調整を統括しており、活動の中心は主にメディアの放送であった。
ナチ党は、1923年以来、党の宣伝指導者に古参党員のヘルマン・エッサーを起用していたが、ミュンヘン一揆の失敗後、ナチ党が禁止され、それに伴い党の宣伝事務所は閉鎖された。
ナチ党の再結党後、党の宣伝部署は1926年6月30日に再建された。党組織全国指導者のグレゴール・シュトラッサーは1928年の初めまで党の全国宣伝指導者（Reichspropagandaleiter）を務めていた。また、後の親衛隊全国指導者であるハインリヒ・ヒムラーはシュトラッサーの代理に任じられていた。シュトラッサーの離党後、アドルフ・ヒトラーが一時的に全国宣伝指導者となり、1930年4月にヨーゼフ・ゲッベルスが新たに着任した。ゲッベルスはこの職を1945年のドイツ敗戦までつとめることになる。

## ナチス・ドイツ政権下での全国宣伝指導部
全国宣伝指導部（Reichspropagandaleitung）がミュンヘンに設立され、ナチ党の権力掌握後には、ベルリンに連絡事務所が設置され組織が拡大した。
新たに設立された全国宣伝指導部の長である全国宣伝指導者は、1930年以降はゲッベルスである。ゲッベルスの下に幕僚長（Stabsleiter）にフーゴ・フィッシャー（1937年）、オイゲン・ハダモフスキー（1942年）がつき、副官（Adjutant）にはカール・ハンケ（1937年）が着任した。
全国宣伝指導部以下の党宣伝部は
- 大管区宣伝指導部（Gau-Propagandaleitung）

- 管区宣伝指導部（Kreispropagandaleitung）

- 地区宣伝指導部（Ortsgruppenpropagandaleitung）

から構成されそれぞれ宣伝指導者がついた。

## 各部署
全国宣伝指導部にはいくつかの部署があり、それぞれに「局長（Amtsleitung）」が着任した。
- 文化局（Kultur）（局長：1937年よりFranz Moraller）
- 扇情局（Aktive Propaganda）
- 映画局（Film）
- ラジオ放送局（Rundfunk） ― （局長：1937年よりホルスト・ドレスラー＝アンドレス、1939年よりハンス・クリーグラー）

1940年から、部署は徐々に再編され、1941年には、6つの「本部（Hauptamt）」から構成された。
- 宣伝本部（Hauptamt für Propaganda）
- 放送本部（Hauptamt für Rundfunk） ― （本部長：1941年8月よりアウグスト・シュタット）
- 組織調整本部（Hauptamt für Ausrichtung der Organisationen）
- 映像制作本部（Hauptamt Film）
- 全国移動宣伝班本部『ドイツ国』（Hauptamt Reichsautozug „Deutschland“）
- 文化本部（Hauptamt Kultur） ― （本部長：1941年よりハンネス・クレーマー、1942年よりカール・クレーフ）

1945年10月10日の連合国管理理事会法第2号により、全国宣伝指導部は連合国管理理事会によって禁止され、財産は没収された。

## 映画
1937年よりカール・ノイマン、1941年からはアルノルト・ラエターの管理下にあった映画部は、主にプロパガンダ映画の制作・上映を目的としていた。事務所は、組織、興行管理、制作・技術、映画プレス加工の分野に分かれていた。 この事務所には、大管区、管区、地区指導部の映画事務所の広範なネットワークがあり、ワイマール共和国ですでに作られていた州や市の映画事務所のネットワークと並行して存在していた。映画館のない地方での上映を可能にするために、大管区の映画事務所は1936年に300台分のサウンドフィルムバンを用意し、最新の映写機を装備していた。また、このような移動式の上映のために、2つの専用列車を使用していた。
映画部は、独自に短編映画やドキュメンタリー映画を制作していた。制作された映画は以下のようなものである。
- 『最深部から高みへ（Aus der Tiefe empor）』（ウォルター・W・トリンクス、1934年 ）
- 『昨日と今日（Gestern und heute）』（ハンス・ヴァイデマン、1938年 ）
- 『決断の年（Jahre der Entscheidung）』（ハンス・ヴァイデマン、カール・ユンハンス、ローター・ビューレ、1937-39年 ）
- 『仮面のないユダヤ人（Juden ohne Maske）』（ウォルター・ベッチャー、レオ・フォン・デア・シュミーデ、1937年）
- 『ソビエトの楽園（Sowjet-Paradies）』（フリードリッヒ・アルバト、1942年）